# Nik Dragan
Nik Dragan (Novo mesto, 6 mei 2000) is een Sloveens basketballer.

## Carrière
Dragan speelde in de jeugd van KK Olimpija Ljubljana en maakte zijn debuut in het seizoen 2016/17 voor KK Škofja Loka. Van 2017 tot 2020 speelde hij geregeld voor de eerste ploeg van KD Hopsi Polzela maar was geen starter. Hij speelde het seizoen 2019/20 uit bij KK Zlatorog Laško. In 2020 maakte hij de overstap naar Limburg United waar hij enkel voor de tweede ploeg uitkwam en geen wedstrijd speelde voor de eerste ploeg.
In 2021 keerde hij terug naar KK Zlatorog Laško en speelde er een seizoen. In 2022 keerde hij terug naar de Belgische competitie en tekende bij Liège Basket. Na een seizoen in Luik tekende hij bij de Roemeense eersteklasser SCM U Craiova. Voor het seizoen 2024/25 tekende hij bij de Duitse eersteklasser Bamberg Baskets.